# Distretto di Lozova
Il distretto di Lozova (in ucraino Лозівський район?, Lozivs'kyj rajon) è un distretto nell'oblast' di Charkiv in Ucraina. Il suo centro amministrativo è la città di Lozova. Ha una popolazione di 147 361 abitanti.

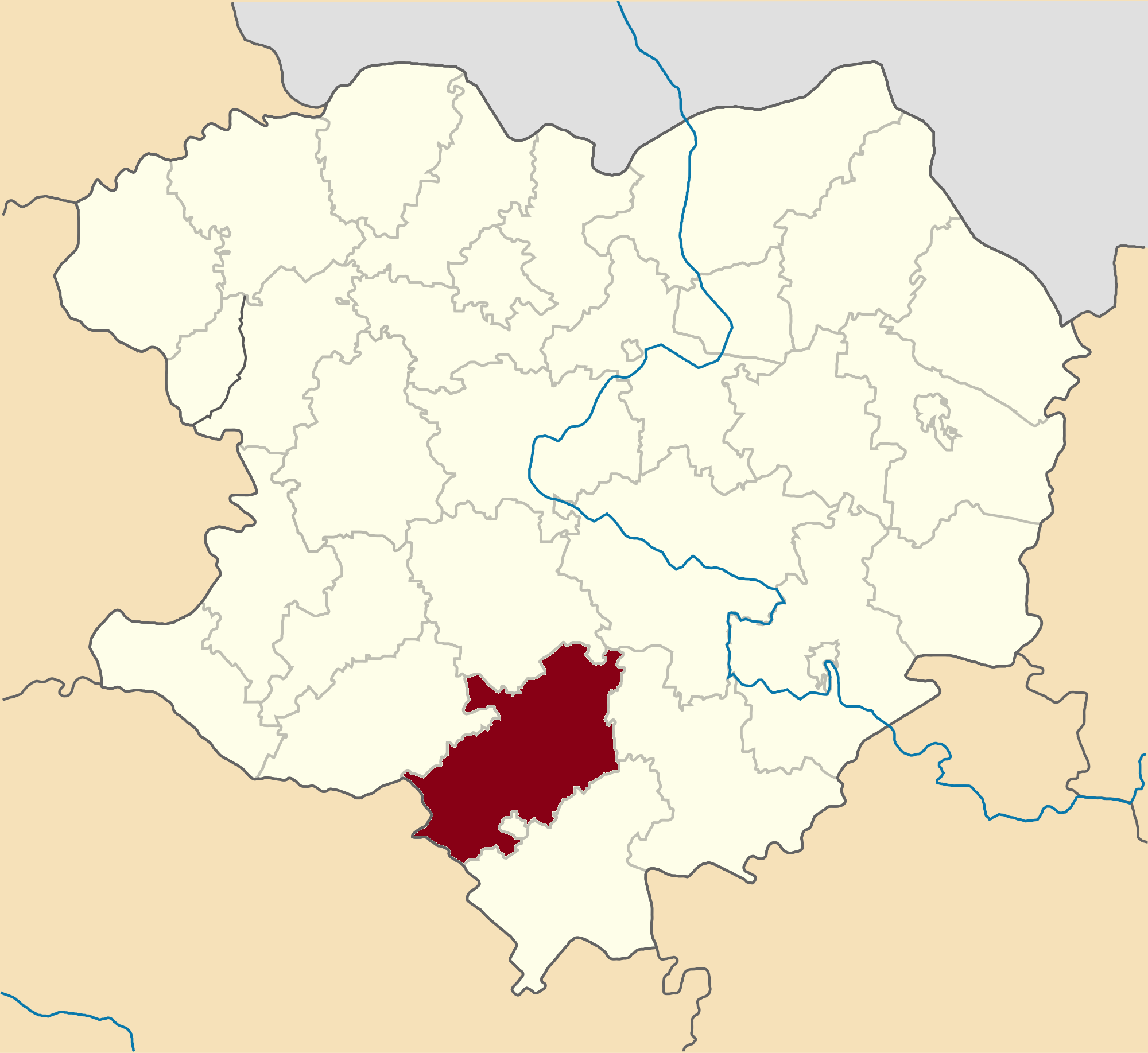
Territorio del distretto prima della riforma amministrativa del 2020

Il 18 luglio 2020, come parte della riforma amministrativa dell'Ucraina, il numero di distretti dell'oblast di Charkiv, è stato ridotto a sette e l'area del distretto di Lozova è stata notevolmente ampliata.